# Bahnhof Villingen (Oberhessen)
Der Bahnhof Villingen (Oberhessen), bahnamtlich Villingen (Oberhess), ist ein ehemaliger Bahnhof im Hungener Stadtteil Villingen in Mittelhessen. In ihm zweigte die Bahnstrecke Villingen–Friedrichshütte von der Bahnstrecke Friedberg–Mücke ab.

## Geschichte
Der Abschnitt Hungen–Laubach, und damit auch der Bahnhof Villingen (Oberhess), wurde am 1. Juni 1890 eröffnet. Der Abschnitt von Wölfersheim-Södel bis Mücke ist heute stillgelegt, auf dem Abschnitt Hungen–Laubach wurde der Personenverkehr bereits 1959 eingestellt, der Güterverkehr dagegen erst 1999. Der letzte Güterzug von Laubach nach Hungen fuhr am 21. Dezember 1998 durch Villingen (Oberhess).
Die Stichbahn zur Friedrichshütte ging zusammen mit der durchgehenden Strecke in Betrieb und war zunächst eine schmalspurige Pferdebahn, so dass Villingen (Oberhess) als Umladestation fungierte. Am 1. April 1899 wurde die Strecke auf Normalspur umgebaut und auf Lokomotivbetrieb umgestellt. Sie diente zunächst nur der Beförderung von Mitarbeitern der Friedrichshütte und vor allem von Gütern. Öffentlicher Personenverkehr wurde erst am 1. Dezember 1907 eingeführt. Die Stichstrecke ist seit dem 31. Mai 1959 außer Betrieb.

## Bahnanlagen

### Empfangsgebäude
Das Empfangsgebäude wurde 1890 mit der Eröffnung der Strecke errichtet. Das Obergeschoss ist verschindelt. In einem Vorbau auf der Gleisseite des Gebäudes war ein Stellwerk untergebracht. Auf der nördlichen Seite ist ein Güterschuppen angebaut, der über eine kleine Rampe verfügt. Das Empfangsgebäude ist ein Einzelkulturdenkmal nach dem hessischen Denkmalschutzgesetz.

### Gleise und Bahnsteige
Der Bahnhof verfügte ehemals über drei Gleise, von denen Gleis 1 das durchgehende Hauptgleis der Strecke Friedberg–Mücke war. Gleis 2 lag westlich davon an der Ladestraße, verfügte jedoch auch über einen 105 Meter langen, aufgeschütteten Bahnsteig. Die südliche Verlängerung des Gleises 2 hinter der Weichenverbindung zum Streckengleis Richtung Friedberg endete an einer kombinierten Kopf-/Seitenrampe. Gleis 3 lag östlich von Gleis 1, endete an der Rampe des leicht zurückgesetzten Güterschuppens und war nur über eine Weichenverbindung vom Streckengleis nach Ruppertsburg erreichbar. Der Hausbahnsteig war hier offensichtlich beidseitig nutzbar, da nach einem Plan mit Stand 1959 auch Zugfahrten von Ruppertsburg in dieses Gleis stattfinden durften. Drei einfache Weichen und eine doppelte Kreuzungsweiche wurden im Bahnhof verlegt.
Der Bahnhof verfügte bis zur Einstellung des Personenverkehrs über Einfahrsignale für alle Richtungen und über zwei Ausfahrsignale an Gleis 2.